# Kościół św. Idziego Opata w Tarczku
Kościół świętego Idziego Opata – rzymskokatolicki kościół parafialny należący do dekanatu bodzentyńskiego diecezji kieleckiej.
Świątynia została zbudowana w XIII wieku. Jest to budowla orientowana, jednonawowa, posiadająca prostokątne prezbiterium. W części zachodniej nawy znajduje się empora. Ta pierwsza świątynia romańska została przebudowana w XVI wieku. Ponownie budowla została konsekrowana w 1591 roku. Kościół był wielokrotnie przebudowywany, a w latach 70. XX wieku został odkryty piękny portal romański.
Jednym z cennym zabytków kościoła jest renesansowy tryptyk znajdujący się w ołtarzu głównym pochodzący z około 1540 roku, przedstawiający w centralnej części Chrystusa Zmartwychwstałego ukazującego się Maryi, postaci świętych, sceny z życia Maryi oraz – cztery sceny Męki Chrystusa na ścianach zamykających tryptyk. Są one zawsze prezentowane od Środy Popielcowej przez cały okres Wielkiego Postu.
Świątynia posiada także dwa boczne ołtarze w stylu późnorenesansowym, ambonę w stylu barokowym, chrzcielnicę w stylu romańskim z XIV wieku, gotycka płaskorzeźbę z XVI wieku. Na ścianach budowli znajdują się pozostałości polichromii w stylu renesansowym. Zakrystia została zbudowana w XVII wieku.

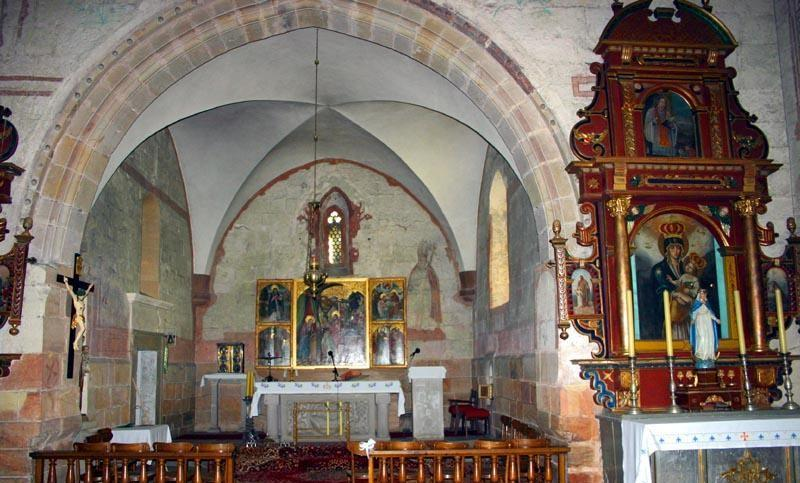
Wnętrze kościoła
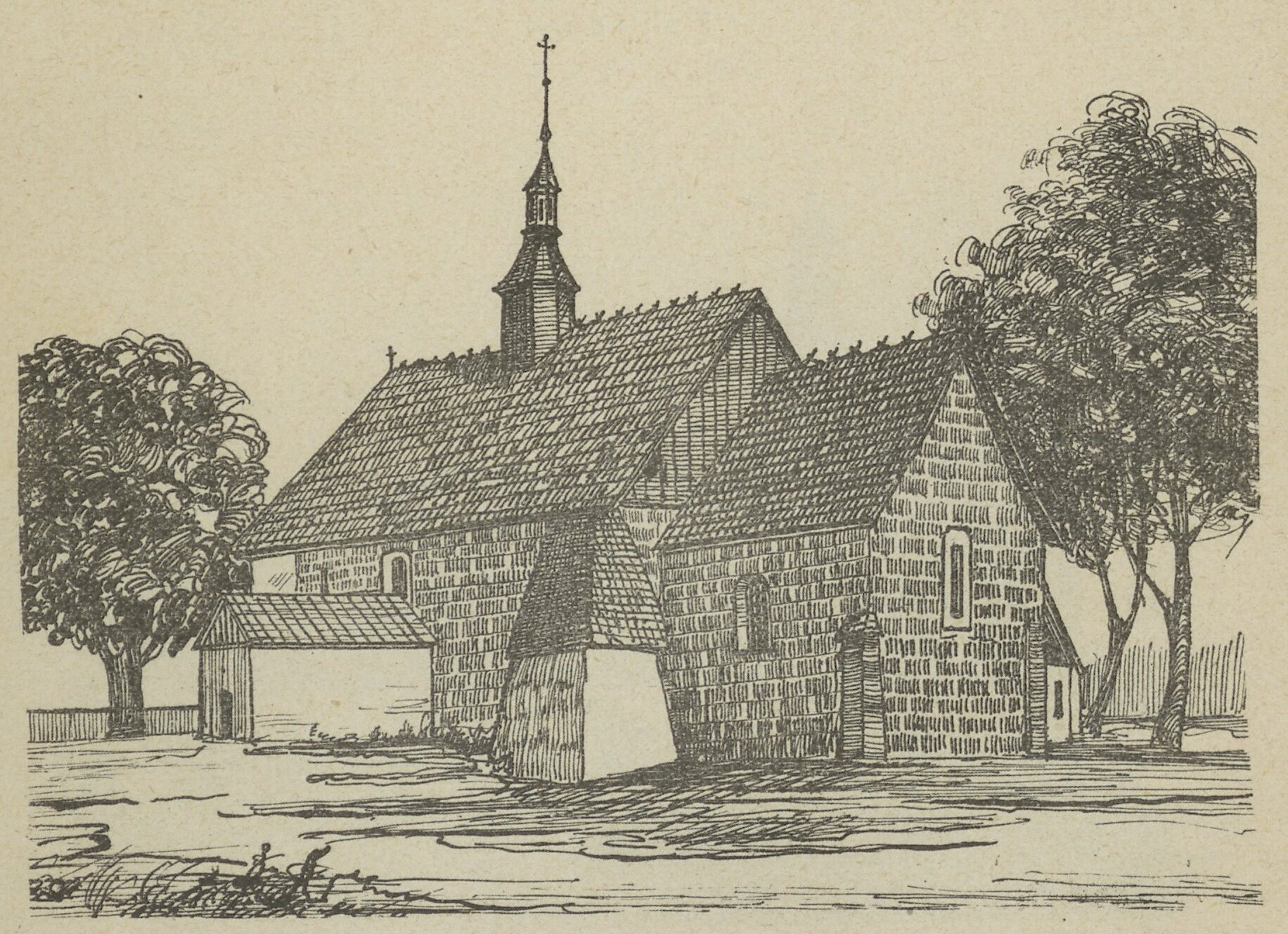
Widok przed 1911